# ドミンゴス・ドゥアルテ
ドミンゴス・デ・ソウサ・コウティーニョ・メネゼス・ドゥアルテ（Domingos de Sousa Coutinho Menezes Duarte  ,  1995年3月10日 - ）は、ポルトガル・リスボン県カスカイス出身のプロサッカー選手。スペイン・プリメーラ・ディビシオンのヘタフェCFに所属している。ポジションはDF。

## 来歴
9歳の時にGDエストリル・プライアのユースアカデミーに入団し、2011年まで在籍。同年にスポルティング・クルーベ・デ・ポルトゥガルのユースチームに入団。2014年にBチームに昇格し、10月4日のリーガプロのCDトロフェンセ戦でプロデビュー。2016-17シーズンはCFベレネンセスでローン移籍でプレー。
2017年にトップチームに昇格するも、2017-18シーズンはGDシャヴェスでプレー。更に2018-19シーズンもトップチームデビューはならず、2018年8月3日にスペイン2部リーグに降格したばかりのデポルティーボ・ラ・コルーニャへのローン移籍が決定。同シーズンは2部リーグで43試合4得点を記録。チームは3位に入り、昇格プレーオフに進出。1回戦でマラガCFを下したものの、決勝戦でRCDマヨルカに敗れた。
2019年7月14日、ラ・リーガに復帰したグラナダCFと4年契約を締結。9月22日のFCバルセロナ戦では、本拠地ヌエボ・エスタディオ・デ・ロス・カルメネスでの2-0の完封勝利に貢献した。
2022年7月11日、ヘタフェCFへ完全移籍。4年契約を結んだ。

## 代表経歴
2013年から4年間、ユース世代のポルトガル代表でプレーした経験を持つ。
2020年11月11日、アンドラ代表戦でA代表デビュー。